# Білінський Василь Іванович
о. Василь Білінський (у світі Василь Іванович Білінський; 4 травня 1909, с. Рукомиш, нині Бучацького району Тернопільської області — 27 серпня 1989, Прибин) — підпільний священник УГКЦ, душпастирював у с. Прибин Перемишлянського району. Похований на цвинтарі с. Прибин.

## Життєпис
Отець Василь Білінський народився 4 травня 1909 року в селі Рукомиш, нині Бучацького району Тернопільської області в сім'ї священника Івана Білінського.
Вся родина о. Василя була духовно та патріотично активною. Його дід також був священником. Монаші обіти склала старша сестра отця, яка померла в 1968 році. Старший брат о. Василя вступив до лав ОУН. За часів німецької окупації він разом з частиною проводу перейшов у Холм і там заснував українську гімназію. Був убитий поляками під час польсько-українських погромів.
У 1935 році Василь Білінський здобув духовну освіту і був рукоположений єпископом Григорієм Хомишином на священника у безженному стані. До приходу радянської влади був парохом у кількох селах Бучацького району Тернопільської області.
1946 року о. Білінський відмовився підписати документи «псевдособору», тобто перейти у московське православ'я. За це його засудили на 10 років, які він відбув у концтаборі в Караганді разом з багатьма мучениками забороненої комуністичним режимом Української греко-католицької церкви.

### Після першого ув'язнення
З концтабору о. Білінський повернувся в 1958 році, але прописку отримав у селі Піщаний Брід, Веселіновського району, Миколаївської області, де мешкала його родичка. О. Василь Білінський продовжив свою душпастирську працю, хоч повернувся з заслання із підірваним здоров'ям. Він майже одразу вирушив на Західну Україну.
Спочатку підпільно відправляв Служби Божі та сповідав вірних по львівських квартирах, а згодом, влаштувавшись на роботу в обласне Аптекоуправління, переїхав до села Любешка Перемишлянського району. За документом, який отримав на місці роботи, мав збирати та здавати до Львова лікарські рослини, але насправді в Любешці в той час перебували деякі монахи, котрі раніше належали до монастирів, зокрема Унівської лаври. Тут отець Василь замешкав деякий час у двох сестер-монахинь. У їхній хаті мав змогу щодня відправляти Службу Божу, хрестити дітей, шлюбувати молодят, сповідати. Ясна річ, все це діялося таємно, але часто невеличка сільська господа була вщент заповнена людьми з Любешки і сусіднього Тучного, які приходили на Літургію. 
По деякім часі о. Василь замешкав в покинутій хаті родини П'ясецьких, яка стояла на краю села Прибин. Самі господарі на той час переїхали до Нових Стрілищ. Отця Василя часто забирали для служіння Літургій люди з Тучного, Любешки, Прибина та Генриківки Жидачівського району. Приїжджали по нього на підводах, зимою — саньми. 
Навідувався до нього і Василь Кобрин, родом зі села Тучного, постійний член та останній голова Комітету захисту прав вірних УГКЦ, який існував з 1982 по 1992 роки. Деякий час о. Василь Білінський проживав у його батьків. 
Згодом священик знову переїхав до Прибина, де замешкав у Володимира Мирки. Його хата стала духовним центром цілого села. Люди тішилися з того, що мають змогу молитися у своїй українській церкві і навіть власному храмі, двері котрого потай від чужих відчиняли для отця Білінського. 
Щоб бути ближче до храму, о. Василь з часом перебрався проживати на квартиру до Анни Марусяк, яка була вдовою з двома дітьми. У неї отець перебував багато років, шлюбував її доньок та хрестив онуків. Під його впливом одна з онучок господині стала пізніше монахинею. 
Проте, про присутність у селі священника доволі швидко довідалися у міліції та КДБ. У зв'язку з цим кадебісти час від часу навідувалися до Прибина.

## Великодня Літургія під носом у КДБ
У 1974 році на другий день Великодня о. Василь Білінський служив Службу Божу в церкві в селі Прибин. Десятки людей з навколишніх сіл ледве вмістилися у храмі. Для греко-католиків це була надзвичайна духовна подія — Великодня Літургія у церкві. Для комуністичної влади, яка цю церкву колись замкнула, це також була подія надзвичайна. Надзвичайно зухвала. Міліція, кадебісти, загін пожежників, а також голови сільрад негайно прибули під церкву, щоб арештувати священика. Але люди підперли двері зсередини, щоб священика ніхто не хвилював, а Служба Божа закінчилася, як належить.
Після закінчення селяни створили тісне коло, радіусом у кілька метрів, всередині якого помістили отця Білінського. Таким чином вони вийшли усі з церкви і пішли ще не засадженими городами за село. За ними поволі їхали машини міліції, кадебістів та пожежна. Через потічки і видолинки, через межі і свіжозорані поля люди провадили священика. Їхні переслідувачі не могли далі їхати, тому їм довелося залишити машини і йти пішки. Але на дорозі за селом чекав сільський хлопчина на мотоциклі. Люди обережно пропустили його всередину. Тож поки міліціонери й кадебісти повернулися в село по залишені автомобілі, маленький мотоцикл бездоріжжям і лісовими стежками доправив отця Василя до с. Свірж.

### Другий арешт
Під осінь 1974 року о. Василь Білінський йшов полем із Нових Стрілищ до Прибина, осільки автобуси до цього села у той час ще не їздили. За селом його наздогнала міліцейська машина і відвезла одразу до Жидачева. Міліціонери пояснили арешт тим, що у отця закінчився термін паспорта і вчасно не був продовжений. За порушення паспортного режиму о. Білінського на 15 діб ув'язнили, а тоді під конвоєм доправили на вокзал і посадили у поїзд до Миколаєва. Саме там, у Миколаївській області, Веселіновському районі, в селі Піщані Броди, де жила сестра о. Василя, йому треба було продовжити термін дії свого паспорта, після того як збере на місці необхідні документи.
Прибувши на місце, отець довго збирав різні довідки, бо всі тамтешні чиновники вже були попереджені львівськими органами КДБ про заборонену законом підпільну священичу діяльність громадянина Білінського. Нарешті, зібравши по деякому часі документи, о. Василь звернувся у Паспортний стіл. Проте виконувач обов'язків керівника капітан Маврищук відмовився приймати документи і вимагав хабар у розмірі 150 рублів. 
О. Василь був змушений позичити гроші у сестри. Він прийшов у призначений час у Паспортний стіл, але тільки-но поклав на стіл загорнуті у папір всі 150 рублів, як Маврищук вийшов з кабінету і одразу ж впустив туди слідчого, прокурора, двох свідків та міліціонера. Отця закували в наручники і забрали в одеську тюрму за давання хабара. 
31 жовтня 1974 року Веселіновський районний суд засудив отця Василя Білінського на три роки суворого режиму, які він мав відбути у виправничо-трудовій колонії. Це з урахуванням того, що засудженому на той час було вже 65 років, він мав другу групу інвалідності, артеріосклероз серця, завуження судин головного мозку, гіпертонію. Система виконала свій вирок невідкладно і безпощадно.

### Фізичні і духовні випробування у в'язниці
В Караганді у п'ятдесятих отцю, як релігійному в'язню, також доводилося дуже важко, але там він мав хоча б побратимів у вірі й в терпінні. А тут, в тюрмі суворого режиму, яка знаходилась в селі Макартово, Софіївського району, Дніпропетровської області, сиділи тільки запеклі злочинці, вбивці, рецидивісти.
Пізніше отець розповідав Василеві Кобрину, що небезпечно було навіть виказати чимось, що ти священик. Від щоденного вияву блюзнірства, прокльонів, жорстокості і ненависті отець Білінський страждав невимовно. Як тільки його привезли, місцеві зеки відібрали виданий йому одяг та взуття, а віддали свій — найбрудніший і порваний. Черевики були зношені і також порвані. 
Нічліг священик отримав аж на третьому рівні трьохповерхових нар, куди залізти йому, старому і хворому, було завжди важко. На 30 квадратних метрів припадало по 100 людей. Всіх доїдали блохи і воші, вікна в приміщеннях були цілий рік незасклені, бо літом всередині була нестерпна спека і сморід, взимі — зі стелі звисали бурульки, а замерзнути в сні не давали ті самі воші й блохи. 
Зранку і ввечері кожному видавали по 125 грамів хліба, на обід — 200 грамів хліба і ріденькі щі. Але пайок отця Білінського найчастіше діставався сильнішим, тому він завжди голодував. На роботу — плести сітки — гонили у цех на 12–16 годин. В неділю був вихідний день: від шостої години ранку до десятої вечора всіх в'язнів виганяли на бетоноване подвір'я, по якому вони мали ходити-«перетасовуватися» цілий день. Це робилося цілий рік, а зимою навіть не могли ходити повільніше, бо можна було б у тому благенькому одязі замерзнути. 
Ані молитися, ані служити Службу Божу священик не тільки не мав права. Як тільки починав шепотіти слова молитви, його били в'язні, знущалися над ним. Колись у таборах священики могли відправляти Літургію сидячи. Вставали вдосвіта, сідали на нарах, відправляли тихенько, а причащалися збереженою від вечері в одязі грудочкою хліба і розмоченими родзинками. Отець Білінський не міг навіть мріяти про родзинки і не мав дозволу сідати, доки не дали команди про підйом. Але він все-таки відправляв Службу Божу: як тільки випадав хоч якийсь вільний час, прихилявся змучено до стіни і, майже не ворушачи губами, відмовляв у собі всі слова Святої Літургії. 

## Громада стала на захист свого священика
Селяни з Прибина відразу після арешту кинулися шукати свого священника. У Жидачеві в міліцейському відділку бачитися з ним не дозволили нікому, а куди відправили — також сказати не хотіли. Зрештою, згадали про сестру отця Василя, але поїхавши до неї в село Піщаний Брід, Василь Кобрин та Анна Марусяк (господиня, у якої квартирував отець) довідалися про те, що о. Василь Білінський підступно та сплановано закинутий у тюрму.
По поверненні додому, пан Василь Кобрин написав листа до судді у Веселіново, щоб надіслав йому копію вироку. Представився племінником засудженого. На диво, той виконав прохання. 
За порадою отця Григорія (мон. — Герман) Будзінського, який був знайомий з багатьма адвокатами й сам відбув ув'язнення за віру, Василь Кобрин вирішив оскаржувати рішення суду та домагатися перегляду справи. Юридичні консультації йому давала старенька адвокат, яка працювала з митрополитом Йосипом Сліпим. Для оскарження вироку очевидних причин було кілька: під час досудового розслідування ніхто не робив запиту про місце праці о. Білінського, тобто слідчі дії не проводились взагалі. По-друге, чому капітан Маврищук у Паспортному столі не покликав свідків та не склав акту першого разу, коли йому «пропонувалося» тільки 50 рублів? Очевидно, слідство та суд працювали тільки для того, щоб посадити за ґрати звинуваченого. 
Навчений всього, що має робити, Василь Кобрин поїхав до Києва подавати скаргу верховному судді. Проте, коли після тривалого чекання у чергах поклав документи на стіл судді, той одразу зрозумів з них, що йдеться про засудженого підпільного священика і відмовився прийняти папери. Іншу папку документів та скаргу п. Василь Кобрин мав намір подати Першому секретареві Верховної Ради, бо той також мав право переглядати справи засуджених. Консультант секретаря прийняв документи та зазначив, що є велика імовірність, що Василя Білінського звільнять від ув'язнення по найближчій амністії, яка якраз передбачалася по статті 3 Кримінального Кодексу, в якій йшлося про хабарництво. П. Василь Кобрин повернувся додому, а через деякий час, наприкінці 1975 року київська комісія справді сприяла звільненню о. Білінського. 
65-річний священик, з підірваним за молодості здоров'ям, до амністії у важких тюремних умовах перебував один рік і три місяці. За той час йому дозволили написати одного листа до Анни Марусяк з Прибина, а через 10 місяців — тюремне побачення. 

### Повернення до рідної сторони
По виході з тюрми о. Василь Білінський знову повернувся до Прибина і проживав у родині Анни Марусяк. Надалі хрестив підпільно дітей, вінчав молодят, хоронив і відправляв Служби Божі у місцевому храмі чи в хатах по сусідніх селах. Офіційно працював знову в Львівському аптекоуправлінні, а люди допомагали йому збирати різні трави.
У 1988 році українці святкували 1000 років від хрещення України-Русі Володимиром Великим. Селяни Прибина разом зі священиком вирішили гідно відзначити цю липневу дату. За ніч чоловіки зрізали великого дуба, зробили з нього високий місійний хрест та до ранку закопали біля церкви. Отець Василь запросив з Самбора 4 священники-редемптористи — Миколу Куця, Михаїла Волошина, Адама Гусака та Івана Білика, і разом з ними та в супроводі Тучнянського церковного хору відправили величну Святу Літургію. На святкування прибули також багато львів'ян та людей з довколишніх сіл. 
Та хоч за тих часів поодинокі релігійні здвиги вже відбувалися у різних місцях, а статті Кримінального Кодексу, в яких йшлося про заборонені релігії були скасовані у лютому, наступного дня районні обласні атеїсти та парткерівники кинулися залякувати та «просвіщати» селян по гарячих слідах. Багатьох поштрафували за різні незначні, часто й вигадані проступки. 
27 серпня 1989 року, коли боротьба за легалізацію Української греко-католицької церкви була майже завершена, і більше — вир подій і подвигів українців мав незабаром логічно втілитися у незалежності держави, на окраїні Перемишлянщини до небесного життя перейшов подвижник і мученик «катакомбної» церкви — отець Василь Білінський. У скрутних і небезпечних умовах існування УГКЦ він був світочем для вірних, а пам'ять про нього і досі живе у серцях людей. 
Кожного разу коли відбувається пасхальна молитва на цвинтарі с. Прибин за усопших громада села найперше творить молитву за о. Василя Білінського на його могилі. Люди дякують Богові за дар Його життя та служіння для їхньої спільноти у важких часах переслідування.

## Світлини

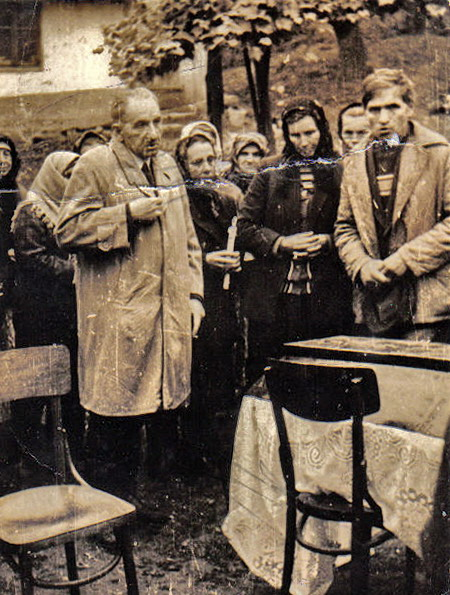
О.Василь Білінський здійснює чин похорону в підпіллі
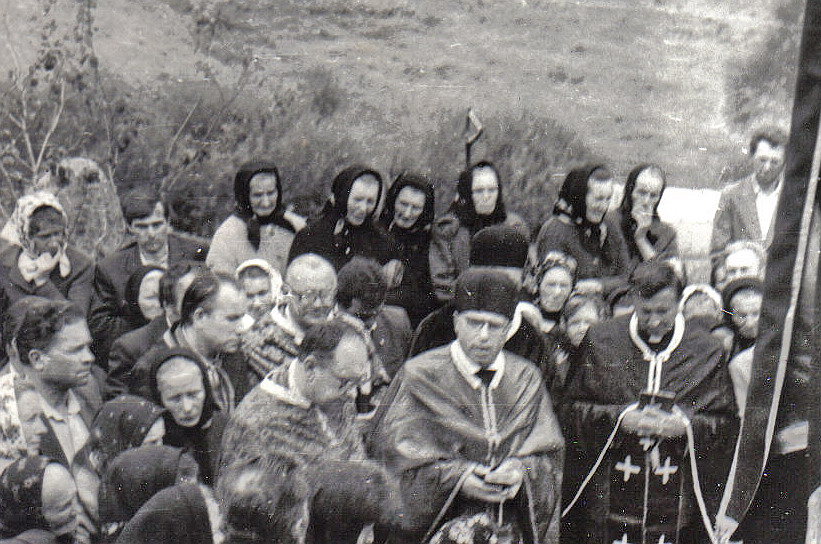
Похорон о.Василя Білінського, 1989 рік
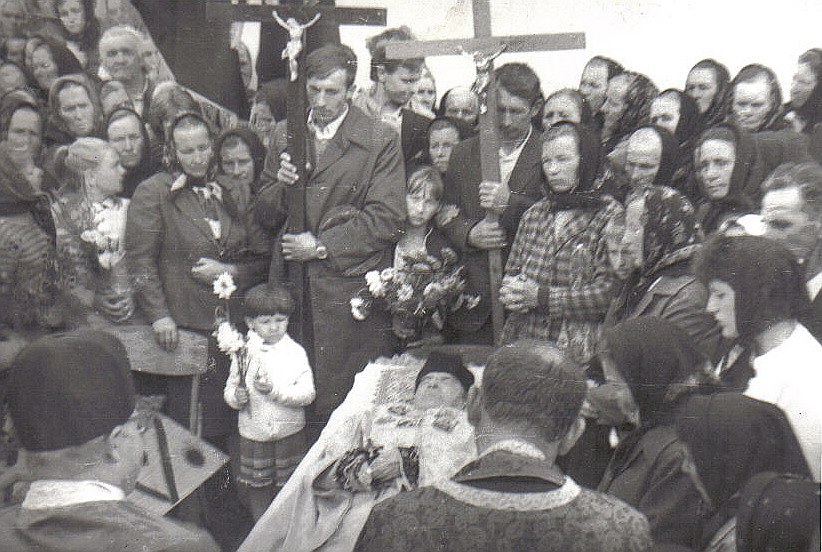
Похорон о.Василя Білінського, 1989 рік
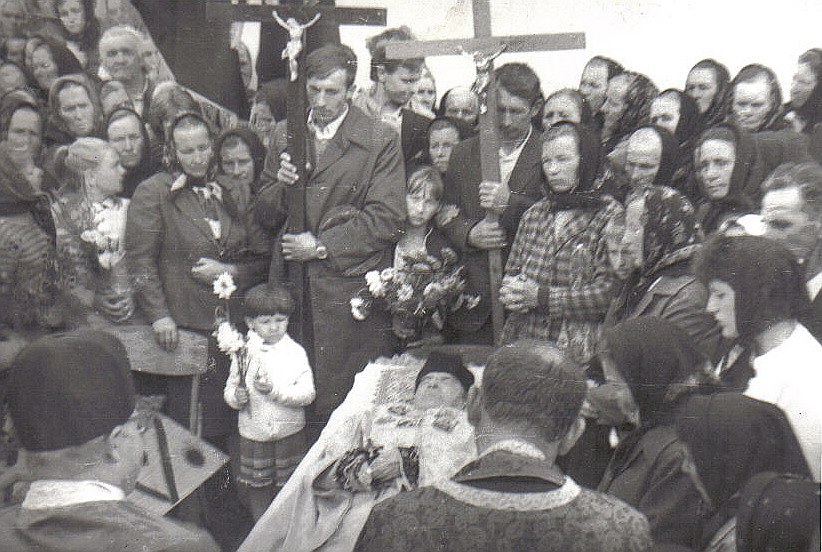
Похорон о.Василя Білінського, 1989 рік
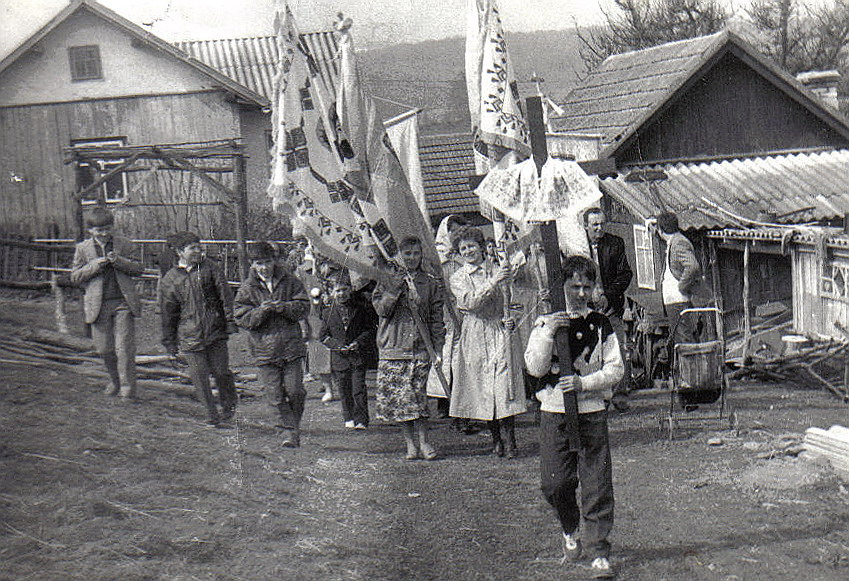
Процесійний похід до храму, відродження УГКЦ у с.Прибин, 1990 рік